# Southwark Bridge
Southwark Bridge je most přes řeku Temži mezi Millennium Bridge a Cannon Street Railway Bridge spojující Southwark a City. Autory jeho návrhu jsou Ernest George a Basil Mott. Byl otevřen roku 1921. Most vlastní a provozuje Bridge House Estates – dobročinný fond spravovaný City of London Corporation.
Původní most v tomto místě byl otevřen roku 1819 a jeho autorem byl John Rennie.
Práce na mostu byly zahájeny v roce 1813, přestože zákon o stavbě mostu byl schválen už v roce 1811. Základní kámen byl položen 23. dubna 1815 a slavnostně otevřen 24. března 1819. Most se skládal ze tří velkých litinových mostních polí podepřených žulovými pilíři. Most se vyznačoval nejdelším litinovým rozpětím středního pole 73 m, které kdy bylo vyrobeno. Společnost, která most spravovala, zkrachovala a její podíly získala společnost Bridge House Estates.
V roce 1868 most odkoupila společnost City of London Corporation, která si jej do té doby pronajímala. Současný most postavila firma Sir William Arrol & Co, která zahájila výstavbu v roce 1912, ale kvůli válce byl most otevřen pro dopravu až 6. června 1921. Architekty byli Sir Ernest George a Alfred Bowman Yeates. Most získal v roce 1995 status památkově chráněné stavby stupně II.
Mostu se občas přezívá most parkoviště, protože řidiči autokarů ho používají pro zaparkování svých vozidel.
Pod mostem na jižní straně se nacházejí staré schody, které byly používány převozníky, kteří v těchto místech přivazovali své lodi a čekali na zákazníky.
Poblíž jižního konce mostu se nachází Tate Modern, Clink Prison Museum a sídlo Financial Times. U severního konce mostu se nachází stanice metra Cannon Street.